# 霧

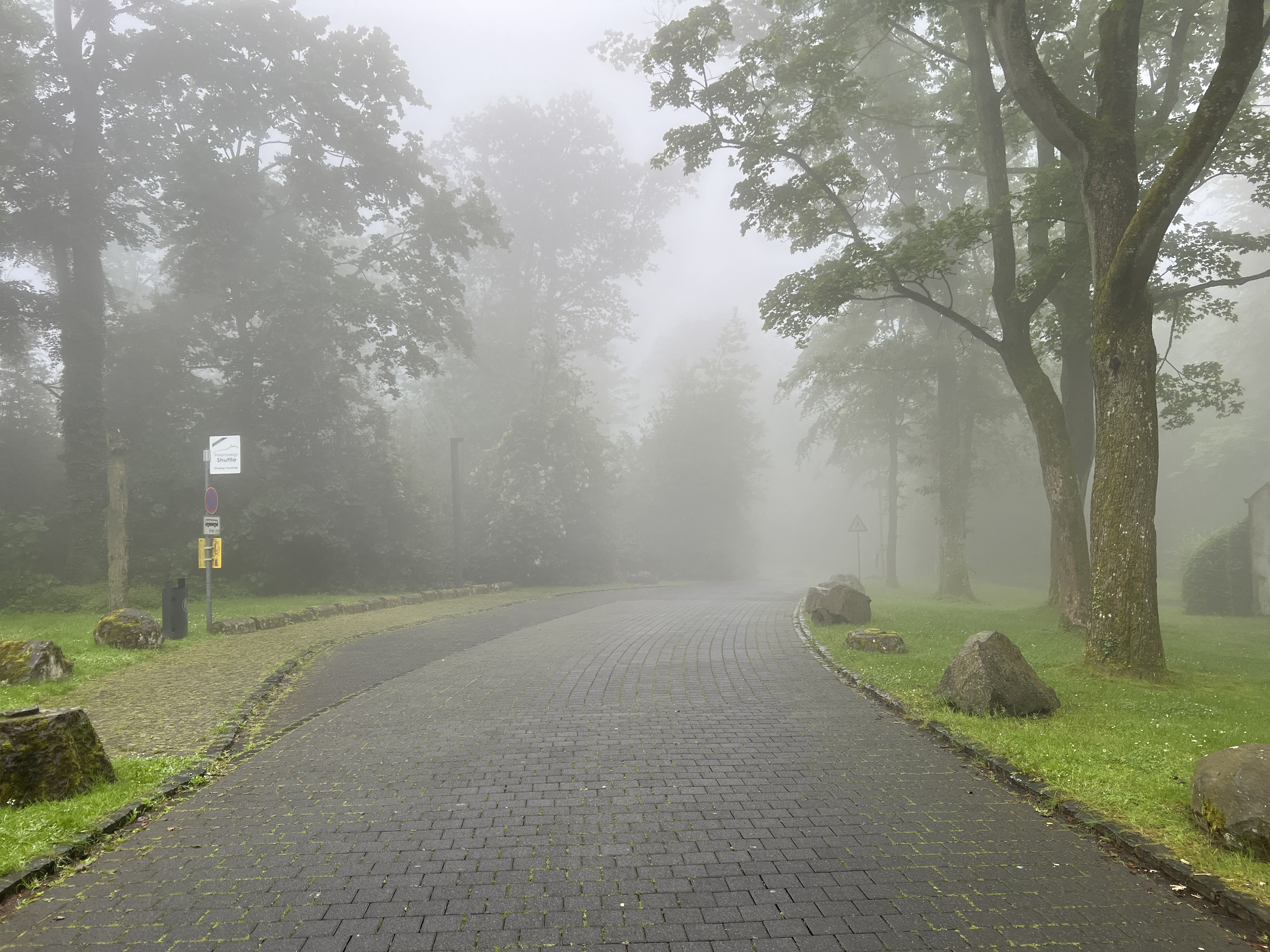
霧により奥の景色が白くぼやけている様子

霧（きり、Fog）とは、地表近くの空気中に細かい水滴が浮遊するもので、気象観測では水平視程が1キロメートル（km）未満の場合をいう。普通、空気が白みがかって見える。

## 定義
水蒸気を含んだ大気が冷やされるなどして飽和状態に達し凝結、含まれていた水蒸気が小さな水滴となって空中に浮かんでおり、それが地表に接している状態。

### 靄との違い
靄（もや）は霧の延長線上にある現象。気象観測では、水滴や微粒子の浮遊により生じ、水平視程が1キロメートル以上10キロメートル未満のものを靄と呼んで区別する。靄の外観は、霧よりも薄く灰色がかっているのが特徴。

### 雲との違い
霧の発生原理や構成する水滴は、雲とほとんど変わらない。観測上、地面に接しているものを「霧」、地面に接していないものを「雲」と定義している。特に山にかかる霧（雲）のような場合、霧が差す山肌に立つ観測者からは霧と認識されるが、麓の観測者からは雲と認識されるような、場所により呼称が変わることが生じうる。

### 「ガス」の呼称
主に海上や山において、地域の住民や登山者などの間では、霧のことをガスと呼び、「ガスがかかっている」などと表現することがある。この用法では、霧のほか煙霧などもしばしばガスと呼ばれる。また、海霧が多い北海道東部の太平洋岸では、霧をガスと呼ぶ用法が通用していて、霧の地方名となっている。

## 分類

### 発生要因による分類

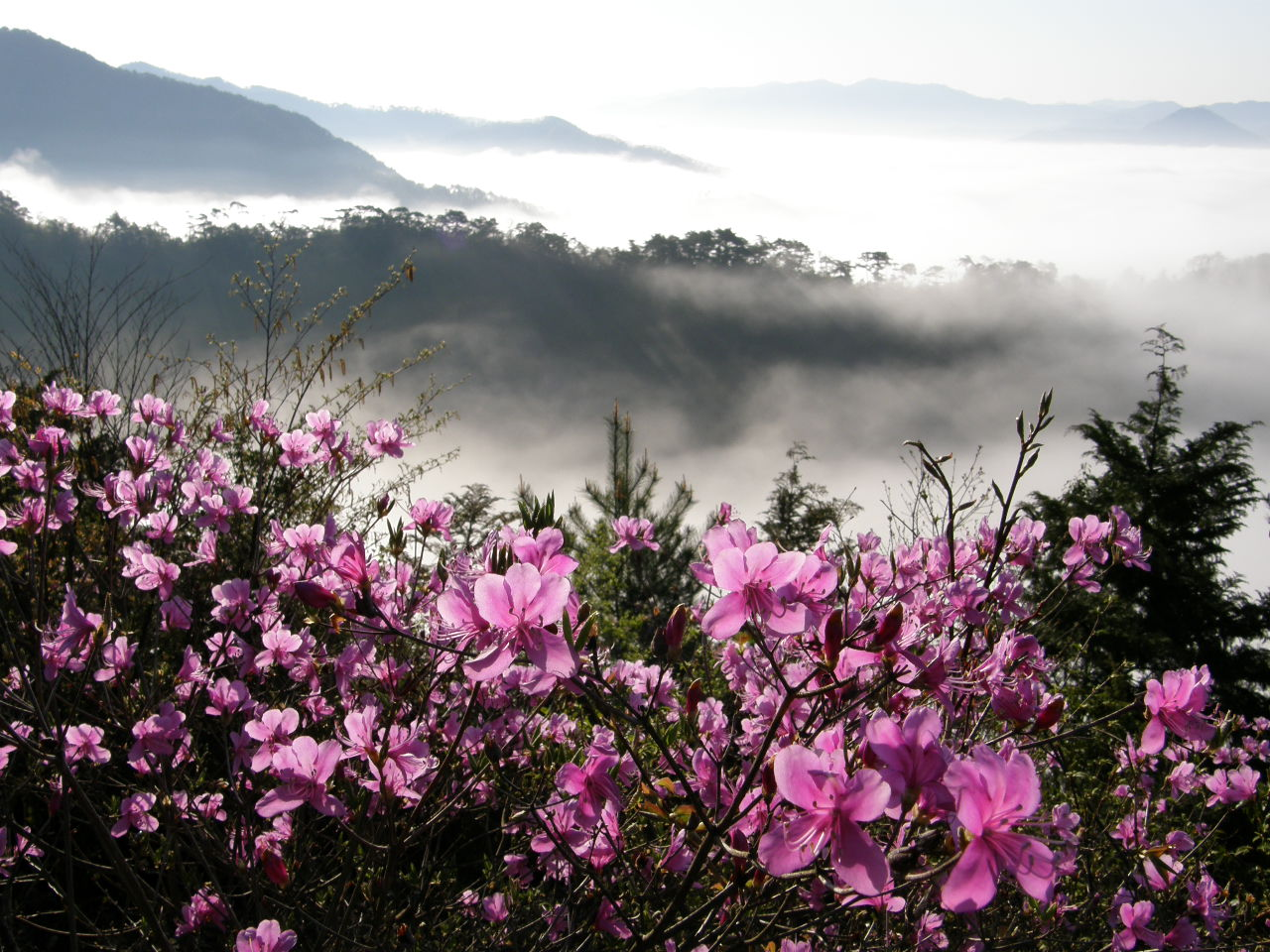
盆地に発生した霧（篠山盆地）

その発生要因によって、主に以下のように分類される。

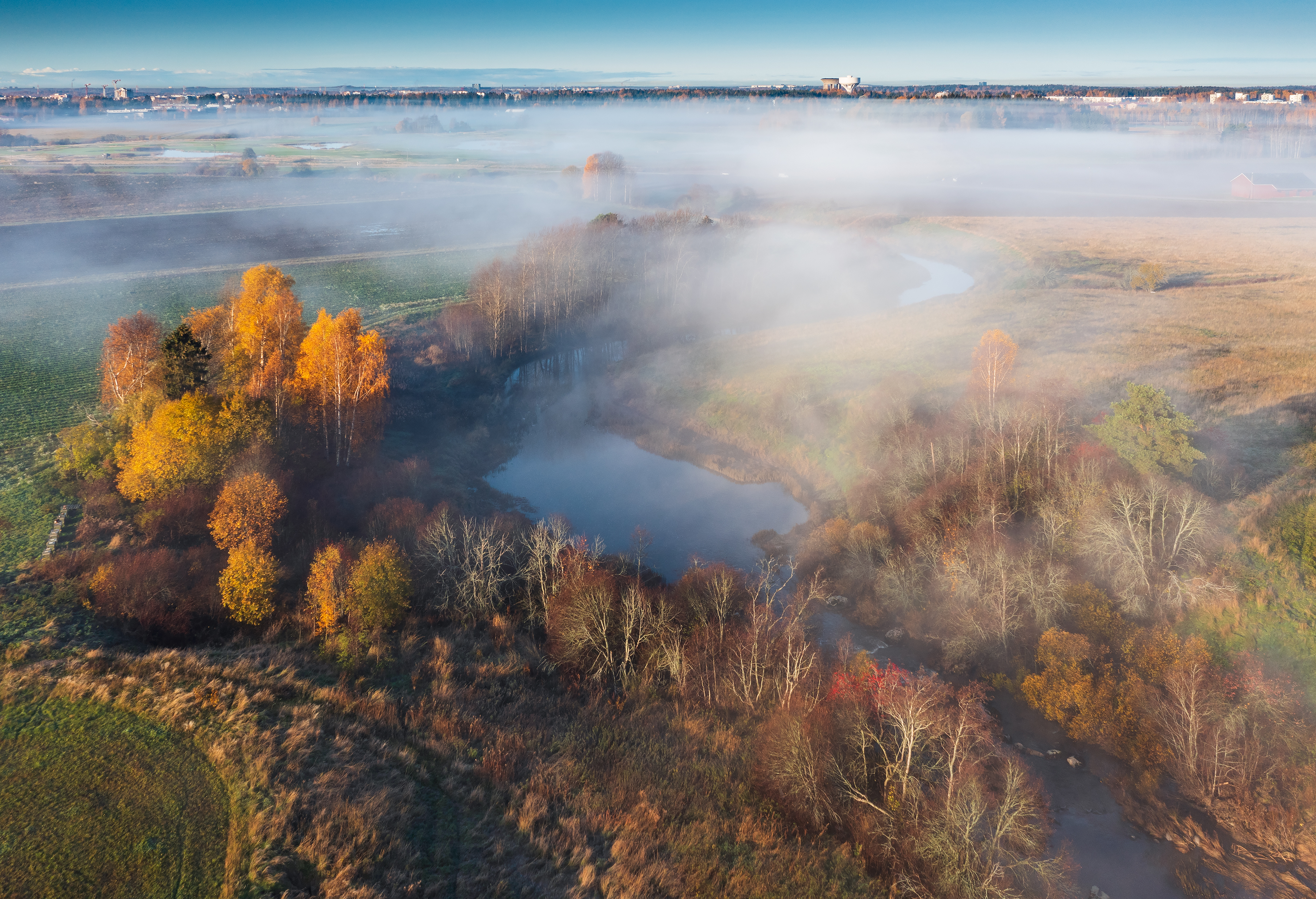
放射冷却によって地表付近に発生した霧

放射霧
晴れた日の夜間には、地表面から熱が放射され地面が冷える（放射冷却）。そうして冷えた地面が、地面に接している水蒸気を多く含んだ空気を冷やすことで発生するもの。夜から早朝にかけて発生し、日射の強まりとともに蒸発して消えていく。雨が上がった後に生じやすい。風が強いと空気がかき混ぜられるため、生じにくい。地形の影響で冷気が溜まりやすい盆地や谷沿いに発生しやすく、それぞれ盆地霧、谷霧という。
移流霧
暖かく湿った空気が移動（移流）して水温の低い海上や陸地に乗り、下から冷やされることにより発生するもの。暖流と寒流の境目付近に生じやすい。地表近くに混合層が発達していると、混合層全体が冷えて厚い霧を生じることがある。夏ごろ三陸沖から北海道の東海岸などに発生する海霧がその代表的な例で、寒流（親潮）上への暖気の移流が原因であり、しばしば霧は内陸にまで移動し、厚さが600メートルに達することもある。

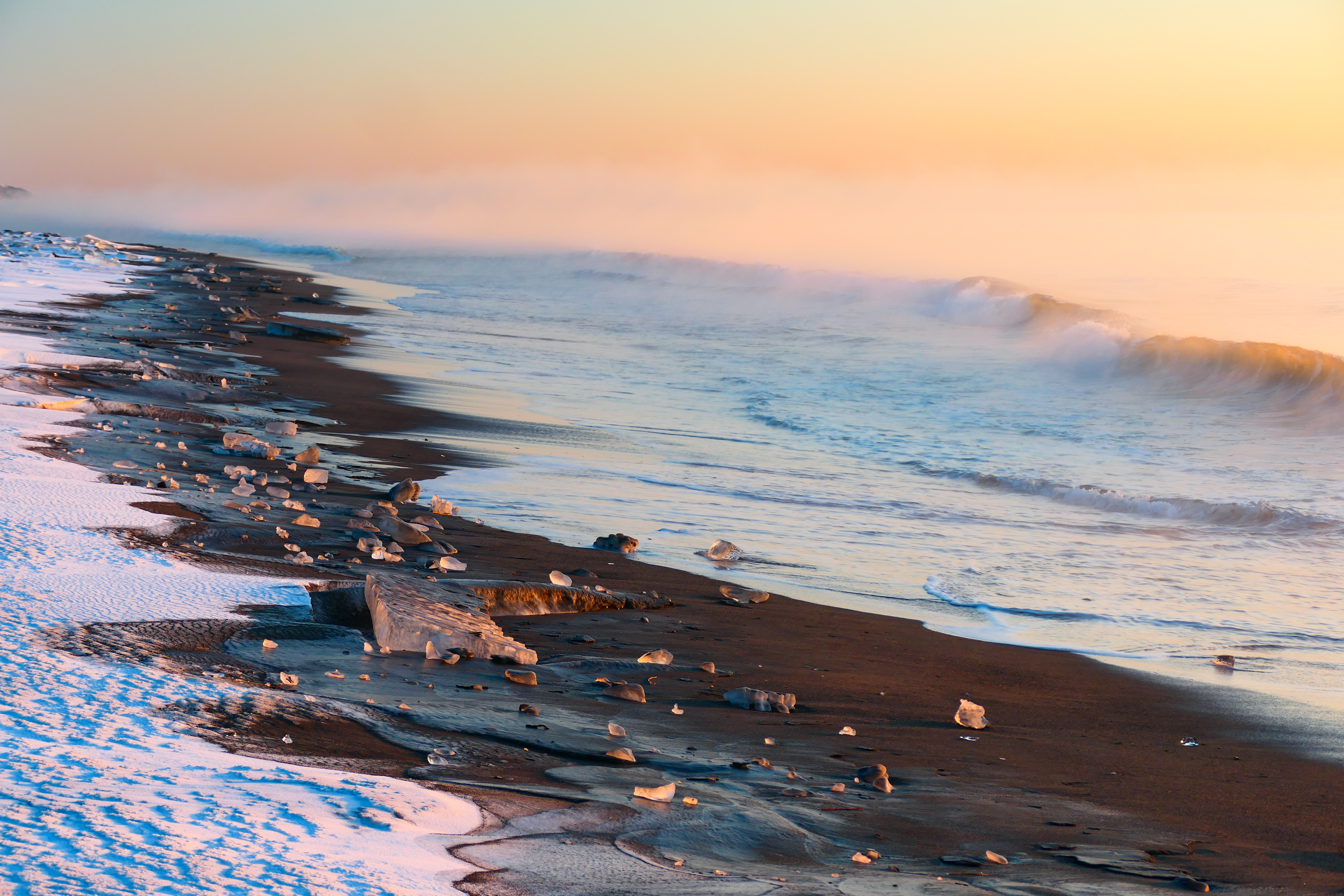
海上に発生した気嵐

蒸気霧
暖かく湿った空気が冷たい空気と混ざって発生する。冬に息が白くなるのと原理は同じ。暖かい水面上に冷たい空気が入り、水面から蒸発がおき、その水蒸気が冷たい空気に冷やされて発生するもの。川や湖の上にみられ、川霧などと呼ばれる。水温と気温の差が大きい時に生じやすい。風呂やコップに入れた暖かい飲み物の湯気も原理は同じ。極地で秋から冬によく生じ、海氷の周りの海面や、表面が氷結する前の川や湖にみられる。冬の日本海上でもこの成因をもつ湯気のような霧（気嵐（））が生じる。
前線霧
前線、主に空気が暖かい温暖前線付近で降雨に伴い発生する。雨が降り湿度が上がったところに温度の比較的高い雨が落ちてくると、雨粒から蒸発したさらに湿度が上がり、霧が生じる。雨粒が気温より温度が高いときに生じやすいと考えられる。
上昇霧
山の斜面に沿って、湿った空気が上昇し冷やされて発生する。遠くから見ると山に掛かった雲に見えるが、雲に覆われた山の地表では霧となる。粒子は雲粒に近い大きさにもなり、層雲に似た性質をもつ。滑昇霧ともいう。
複数の要因、例えば放射霧と移流霧の要因を持つ霧なども発生することがある。盆地霧にも放射霧と移流霧の性質を併せ持つものがみられる。
層雲が発達して次第に厚みを増し、雲底が地面に接して霧となることがある。反対に、地表の加熱や風の強まりによって、霧が地表から離れて層雲に変化していくことがある。

### 水平視程と濃度による分類
- 水平視程が1キロメートル未満であるが、天空がかすかに見えるようなものを低い霧という[21][22]。
- 水平視程が1キロメートル以上であるが、人間の視線の高さより低い地面付近にのみあるものを地霧という[22][23]。こちらは気象観測上は霧の定義（水平視程1キロメートル未満）から外れる。

### 類似の大気現象
- 気温0 ℃以下のとき生じることがある、過冷却の水滴でできた霧を着氷性の霧という。物体に付着して凍結・堆積することがあり、主に樹木に樹氷や粗氷を形成する。航空機への着氷の原因となることから航空気象では気温0 ℃以下における霧をすべて着氷性の霧 (FZFG)として報告する。なお、気温-10 ℃以下になると氷晶が含まれるようになり、細氷のように大気光学現象を生じうる[24][25][26][27]。
- 気温約-30 ℃以下の低温で、微小な氷の結晶が浮遊し視程が低下する現象を氷霧という。主に晴れた風の弱い時に生じる[22][28]。
- 主に湿度75 %未満の時、乾いた微粒子が浮遊し視程が低下する現象を煙霧という[29][30]。

## 霧の性質

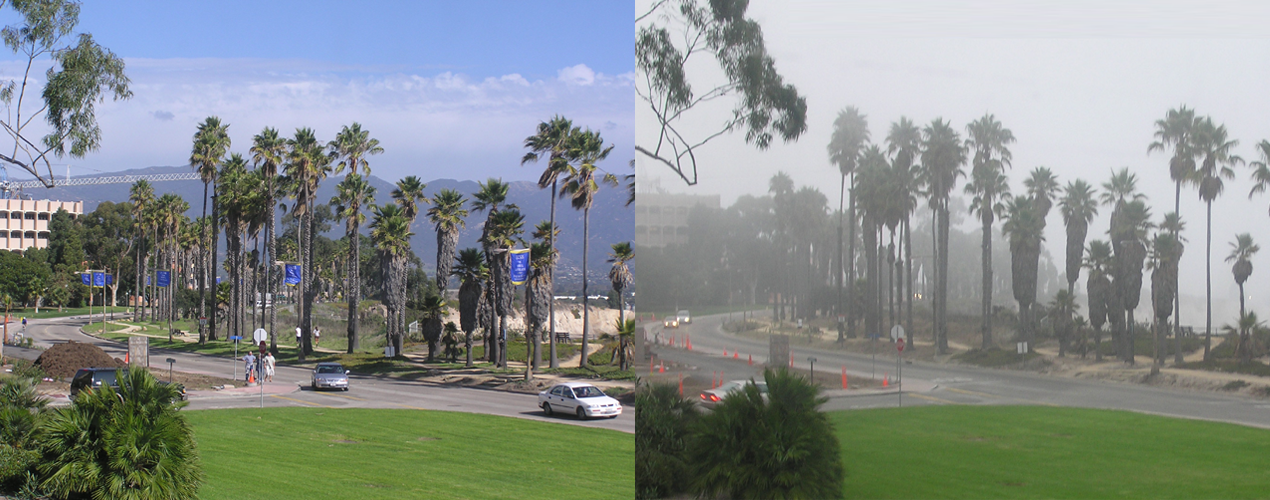
晴れた日と霧の日の景色の比較

霧が発生している状態では大気中に浮遊する水滴が光を散乱するために、大気は白く霞んで見え、視程（見通すことのできる水平距離）が狭くなる。霧に十分に光が当たっているときは霧粒をはっきりと確認することができる。視程の低下度は、霧の水滴の密度や粒径に相関がある。霧に煙や塵埃が混じると、灰色や黄色みがかって見えることがある。
通常、霧の中の相対湿度は100 %に近く、湿っぽく冷たい感触の環境である。靄（）の場合は相対湿度は通常70 %以上になっているが100 %にはならない。なお、消えていくときの霧の中の湿度は小さくなる。粒子の大きな霧の中にいると肌や衣服が濡れやすく、小さいものは濡れにくい傾向がある。
霧虹は太陽光や月の光が霧に投影する虹。白虹ともいう。白色の帯で、たいていは外側に細く赤みがかった領域、内側に青みがかった領域がある。色彩を生じる光の回折が少ないためこのような色味を呈する。
光冠は霧にも生じる。

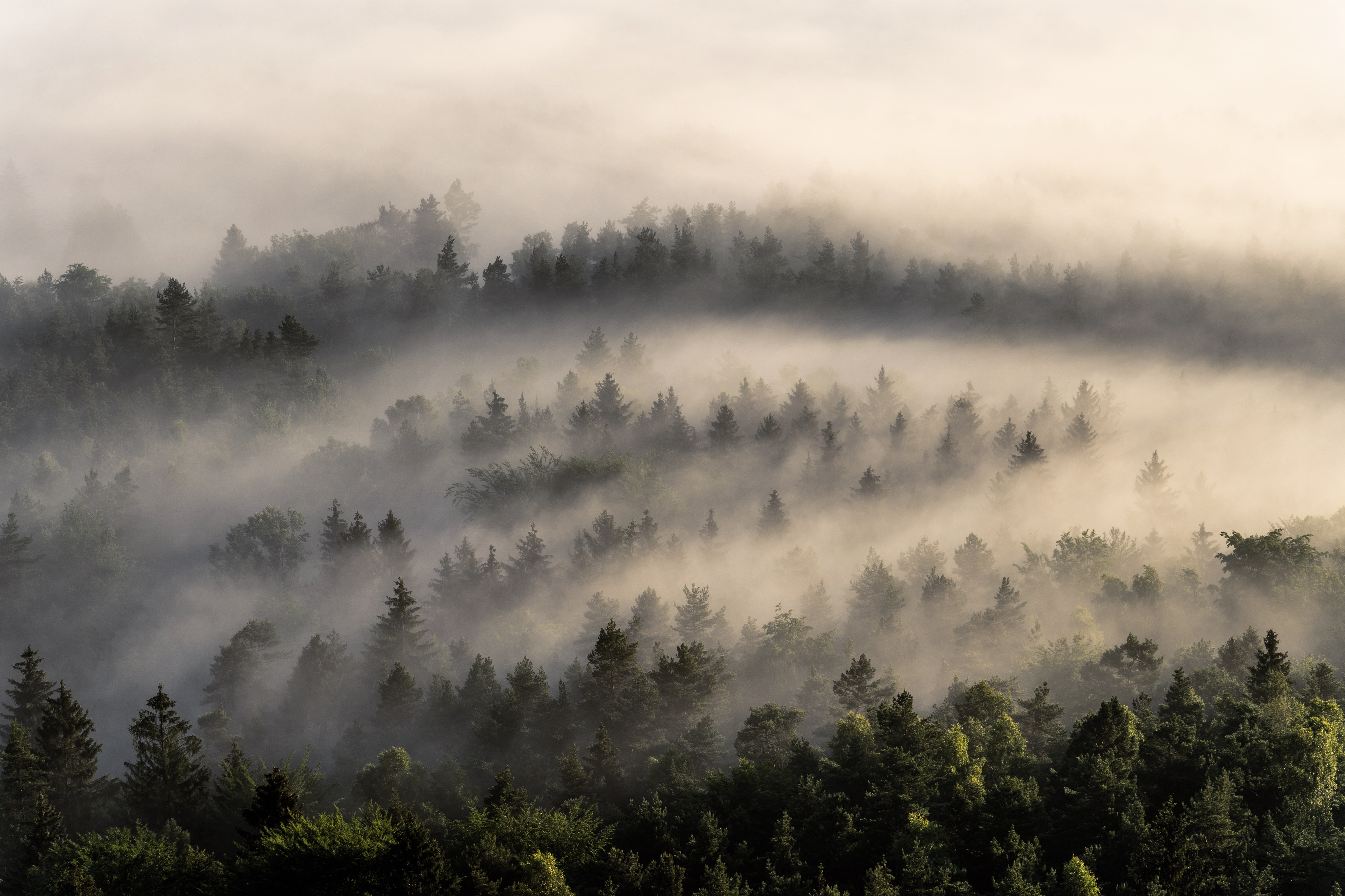
森林の朝霧
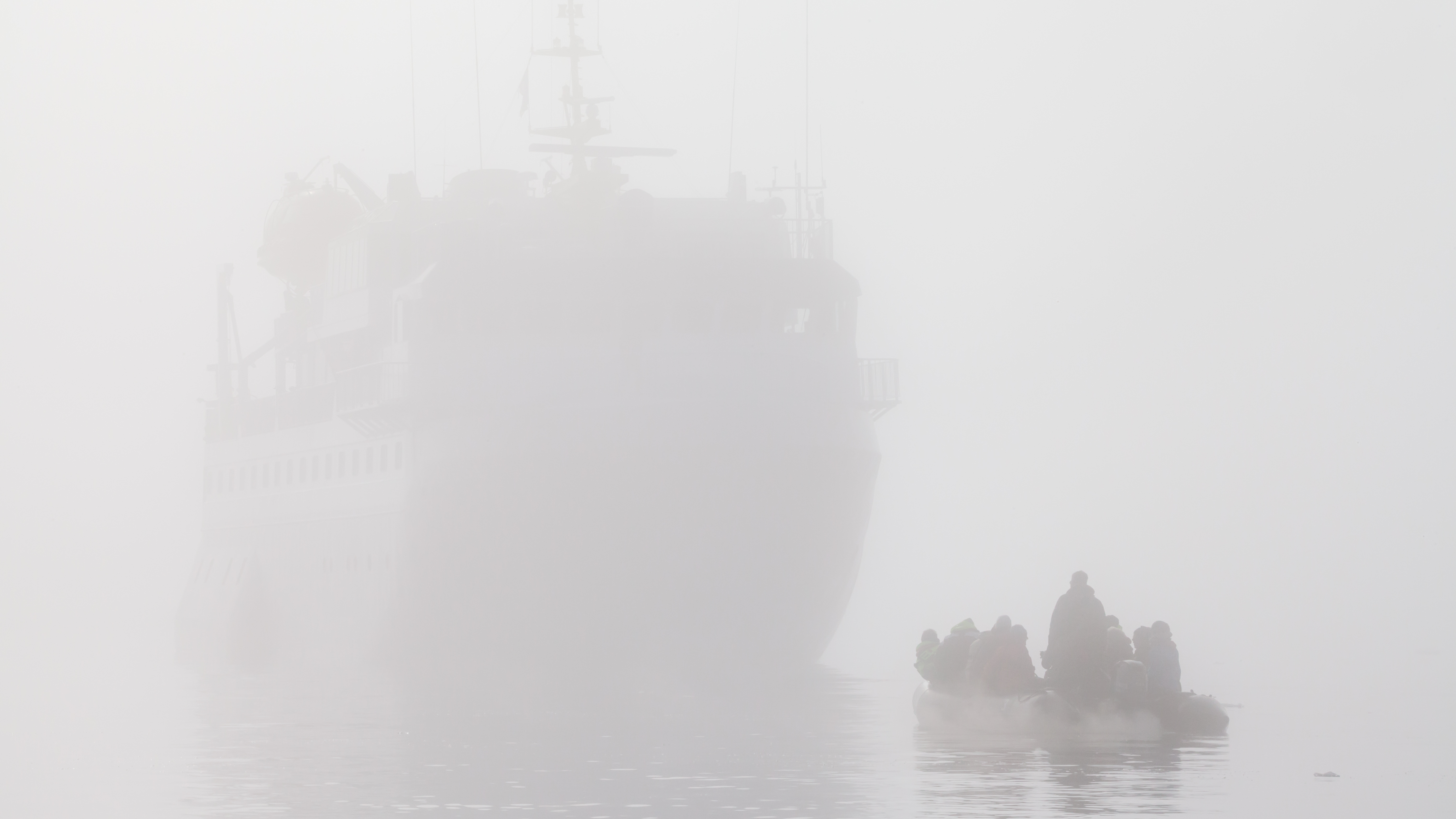
海上の濃霧
- 霧の変化を映した動画
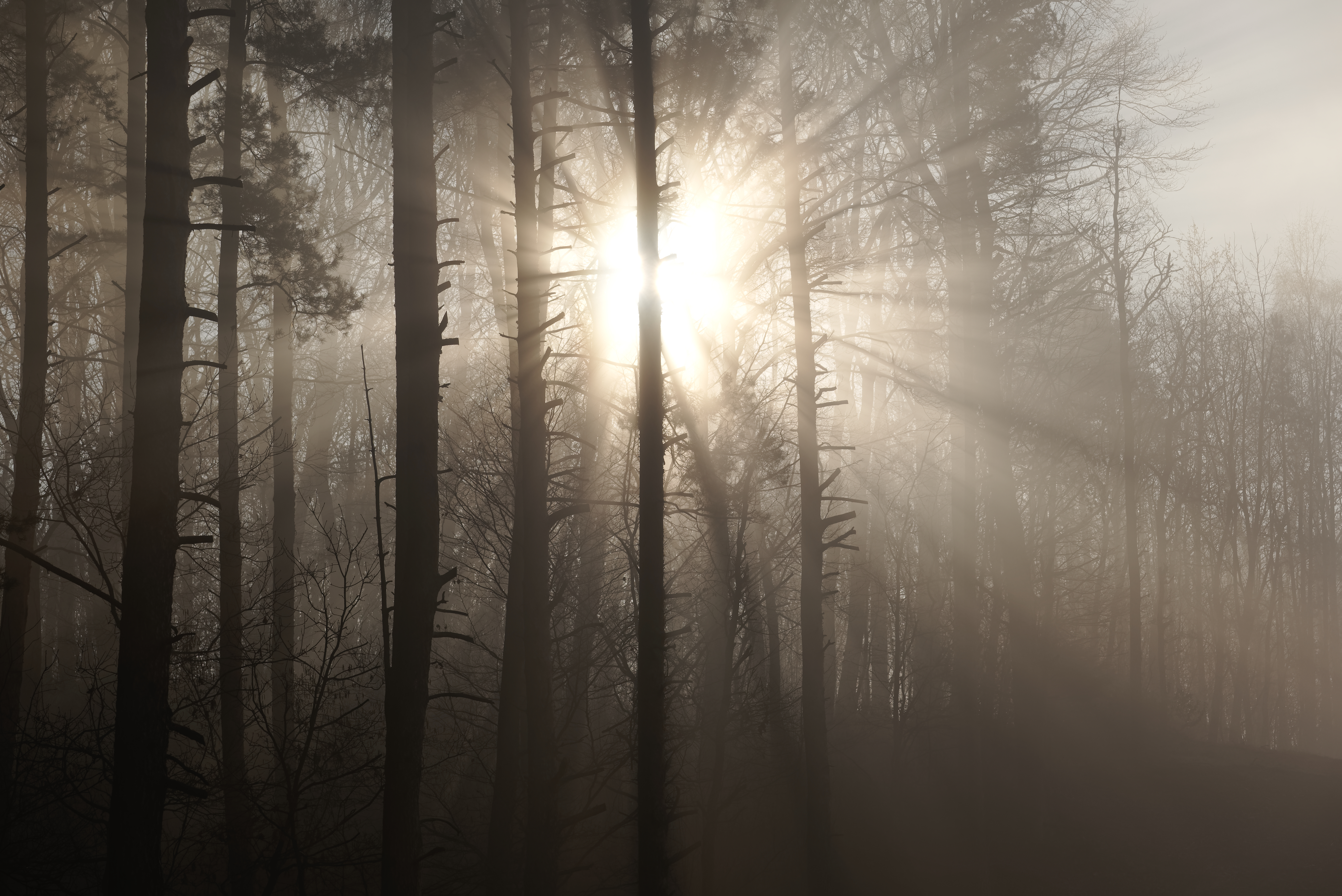
霧に強調される木漏れ日の光線
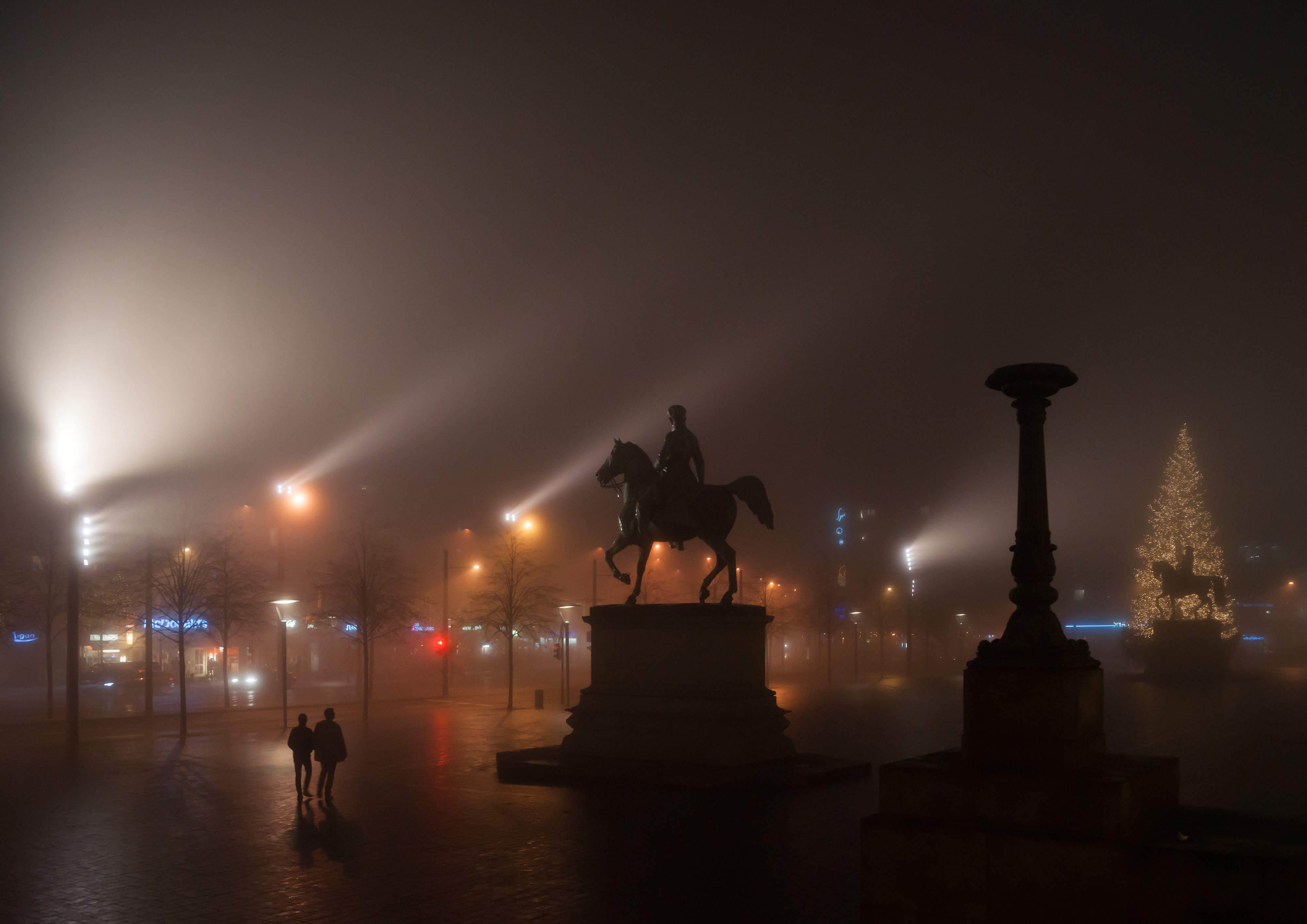
霧は照明の光をよく散乱する
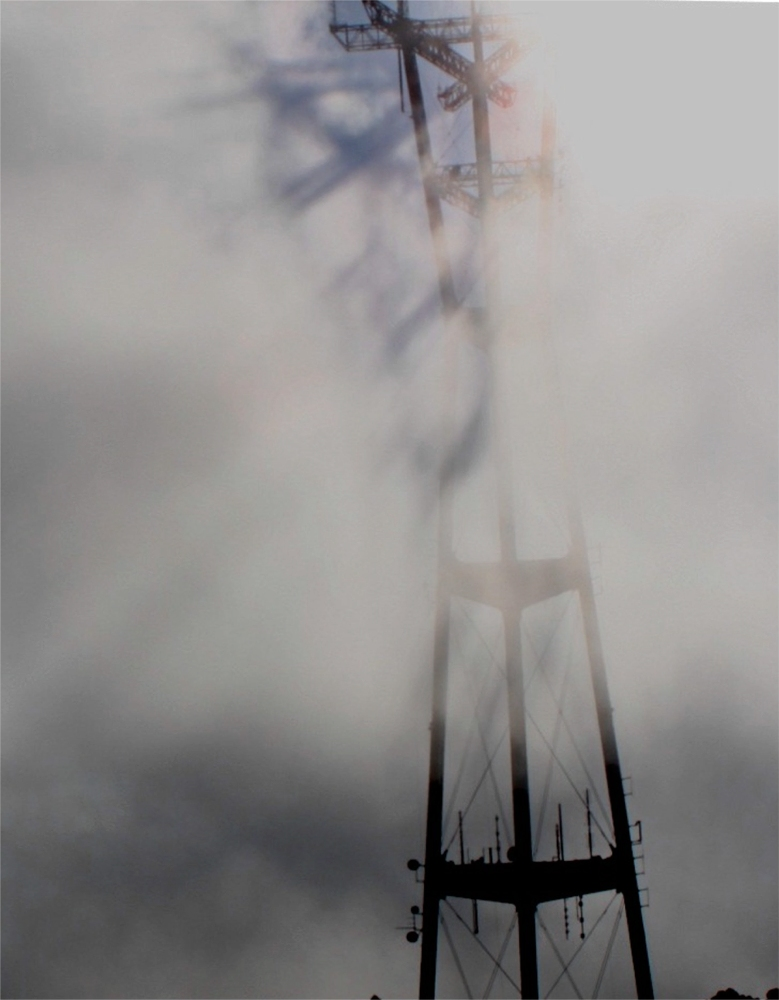
霧に鉄塔の影が投影されている

## 気象観測

### 天気記号
ラジオ気象通報などの日本式天気図における霧の天気記号は「」。観測時に視程1 km未満の霧が出ており、雨や雪が降ったり雷が鳴っていないとき、天気を霧と記録する。
また、陸上において視程が100メートル以下（後述のとおり一部地域では値が異なる）、海上において視程が500メートル以下のときは「濃霧」ともいう。
国際気象通報式では、観測時に霧が存在しているか消えたか、空を透視できる（低い霧）かどうか、前1時間内の濃度変化（うすくなった/変化がない/濃くなった）、散在するか連続するか、観測所付近になくとも遠方に見えるかどうか、細氷・霧雪・雪を伴うかどうかの組み合わせで区分される天気から選択して報告する。基本の記号は霧が、低い霧が、地霧が。
航空気象の通報式では、「視程障害」の欄の FG が霧を表し、併せて「特性」覧の MI （地）、BC （散在）、PR （部分）、FZ （着氷性）を用いる。例えば、MIFG が地霧、FG が（地霧・散在などではない）霧。

### 注意報・海上警報
濃霧注意報は、濃霧によって交通機関への障害が出ることが予測されるときに地元気象台から発表される。大体の地方では、視程が陸上で100メートル、海上で500メートルを下回る場合に出されるが、より厳しい基準の地域もある。例えば、釧路地方気象台をはじめとする北海道では、陸上での視程が200メートルで濃霧注意報が発表される。
海域では、海上の水平視程が0.3海里=約500メートル（瀬戸内海では0.6海里=約1キロメートル）以下の状態に既になっているか、24時間以内にその状態になると予想される場合の警戒喚起として「海上濃霧警報」が発表される。

### 気象庁の観測
| 順位 | 霧日数   | 観測地点                                |
| ---- | -------- | --------------------------------------- |
| 1位  | 101.4 日 | 北海道釧路市                            |
| 2位  | 52.0 日  | 北海道帯広市                            |
| 3位  | 43.7 日  | 千葉県銚子市                            |
| 参考 | 121.4 日 | 栃木県日光市（奥日光）（1997 - 2010年） |
| 参考 | 98.4 日  | 熊本県人吉市（2000 - 2010年）           |
| 参考 | 97.4 日  | 岡山県津山市（2002 - 2010年）           |
| 参考 | 75.1 日  | 山形県新庄市（1998 - 2010年）           |
| 参考 | 69.5 日  | 北海道広尾町（1999 - 2010年）           |
| 参考 | 43.7 日  | 大分県日田市（2001 - 2010年）           |
| 参考 | 40.7 日  | 埼玉県秩父市（1998 - 2010年）           |
| 参考 | 2.7 日   | 東京都千代田区                          |

| 順位 | 霧日数 | 観測地点         |
| ---- | ------ | ---------------- |
| 1位  | 47日   | 熊本県人吉市     |
| 2位  | 41日   | 長野県軽井沢町   |
| 3位  | 40日   | 岡山県津山市     |
| 4位  | 35日   | 山形県新庄市     |
| 5位  | 31日   | 兵庫県豊岡市     |
| 6位  | 26日   | 福島県会津若松市 |
| 7位  | 25日   | 茨城県つくば市   |
| 8位  | 23日   | 栃木県奥日光     |
| 9位  | 17日   | 大分県日田市     |
| 10位 | 17日   | 長野県飯田市     |

## 水源としての霧
物体表面には霧粒が付着して蓄積し、しばしば水滴を形成して成長する。特に地形性の雲や上昇霧ができやすい地域で顕著であり、山地に多い。その分布や程度は、霧の続く時間、霧粒の粒径や密度、霧粒の衝突速度、付着する植物の葉などの物体の形状の違いなどに左右される。蓄積が進むと水滴は物体表面から地面へと流れ落ちる。このようにしてもたらされる水をフォッグドリップと呼ぶことがある。また、樹木の葉などに付着した霧の水滴が雨のようにその下に落ちるものを樹雨（きさめ）と呼ぶことがある。
水文学、とくに生態水文学では、霧が地上に運ぶ水はoccult precipitation（隠れた降水（仮訳）、"オカルト降水"とも）、霧降水、水平降水などと呼ぶ。森林の場合、霧粒が樹冠に捕捉されたり沈着したりして滴下する。
アメリカ・カリフォルニア州ではひと晩の霧で滴下する水量が0.05インチ (1.3 mm)とにわか雨の雨量に匹敵することもあり、霧が多い場所では天候によってこのように水量が得られる。年間平均のoccult precipitationは、アメリカニューイングランド地域の山地では年降水量の2割相当、南アフリカのテーブル山では年降水量の2倍相当に達する。このように、霧による水は地域によっては生態系に与える影響が大きい。冬季の高山では、霧氷の形でのoccult precipitationも無視できない。
アメリカ西海岸の海霧が多い地域に分布するセコイアやダグラスモミなどの植物は、気孔や葉の表面から直接水分を吸収することができる。これは霧の多い気候に適応したものと考えられている。
人間が霧を水源として直接利用する例もある。伝統的なものの例として、カナリア諸島エル・イエロ島の先住民ビンバチェ族は木に付着した霧の水滴をタンクに集めて利用してきた。また人工的に霧の水滴を集める霧水捕集は、アンデス山脈やアフリカなどに普及がみられる。

## 霧の影響

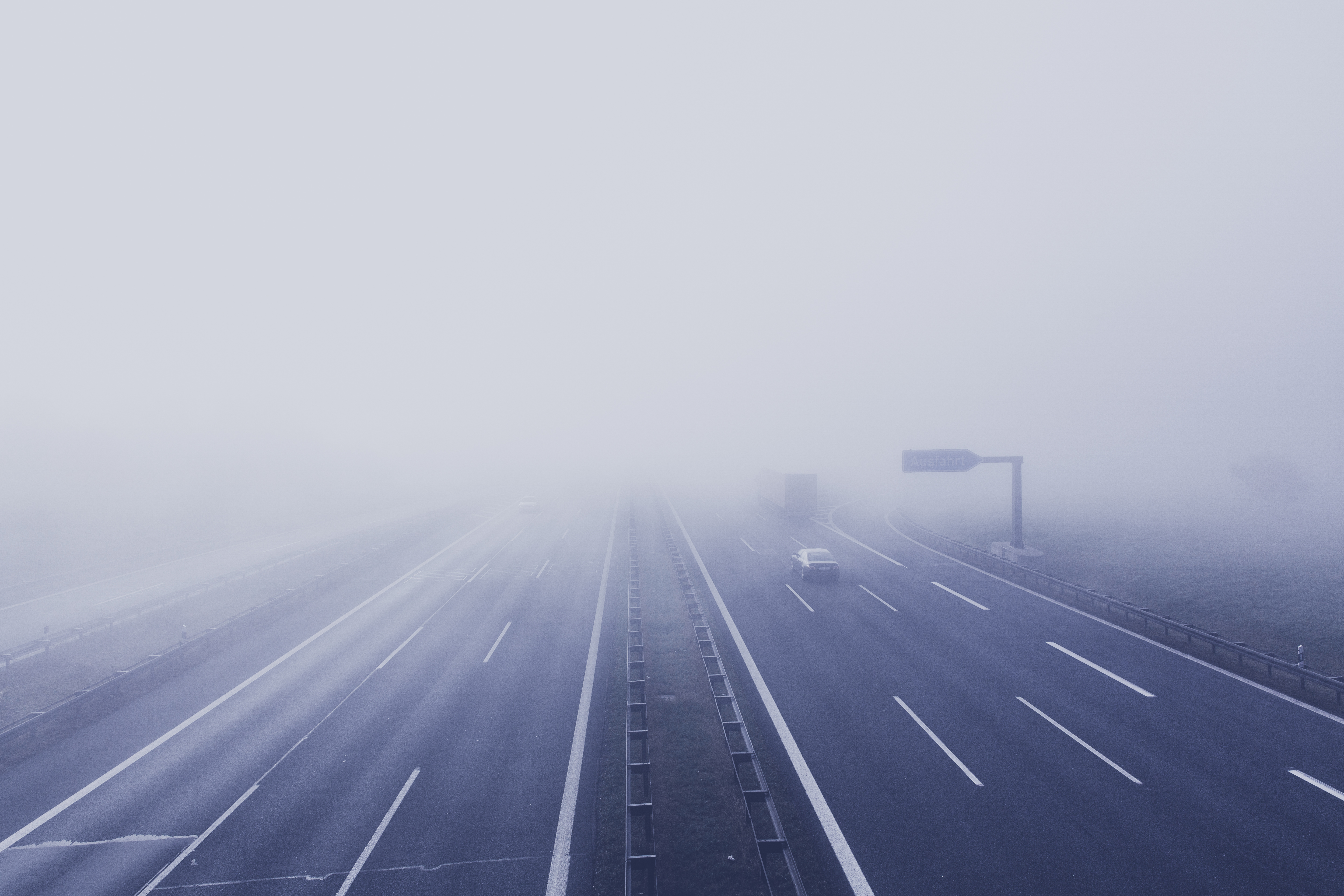
濃霧により見通しが悪化した高速道路

霧は視界を遮り、古来様々な事故の原因となってきた。現代においては霧が発生すると高速道路など道路の閉鎖、鉄道の運行中止、空港の滑走路閉鎖などの事故予防の対応が取られる。また、産業活動にも影響を与える。

### 霧害
主に、本現象による、農業で生じる被害をいう。日射の長期間遮断による温度低下と光合成の阻害により、作物等の生産量が減少する。日本では、岩手県三陸地方のやませや北海道太平洋岸の海霧が代表例。対策として、根釧原野では防霧林（多くは防霧保安林）を設定して、林帯で霧粒の捕捉を行っている。

### スポーツへの影響
- 野球では霧で試合がコールドゲームになることがある（2005年の日本シリーズ（ロッテ - 阪神）第1戦、2020年7月21日の楽天 - オリックス戦など）[51]。
- サッカーでは、2020年11月に行われた日本とメキシコの国際親善試合で後半途中から霧により著しく視界不良になったため赤い蛍光色のカラーボールに交換された[52]。

### 霧の作用の利用
- 茶産地には昼夜の温度差が大きく霧が頻繁に発生する地域が多い[53]。霧によって茶の樹の葉が覆われることで葉に含まれるアミノ酸類の増加が促される効果がある[53]。
- 長野県信濃町など霧のよく発生する高原野菜の産地では、昼夜の温度差や霧による作物の甘さをアピールしている[54]。
- 霧がよく発生する地域では、霧は観光資源としても注目されている[49]。

### 霧と大気汚染・酸性霧
スモッグは、もとは霧に大気汚染を伴うものを指していたが、霧を伴わないものを含め重度の大気汚染により視程が悪化する状態を指すようになった。
酸性雨と同様大気汚染によって、主に硫酸や硝酸などを溶媒として取り込み酸性を示すようになった霧を酸性霧（さんせいむ）と呼ぶ。酸性霧の水素イオン指数（pH）はふつう酸性雨よりも低い。また植物に対しては、葉への吸着性が高く長く滞留することから葉や枝などへの直接の影響が大きい。

## 霧と都市

### 有名な都市

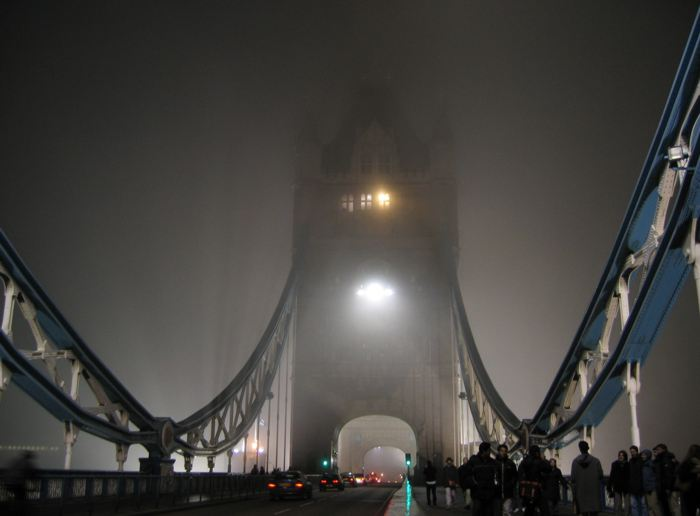
ロンドンの夜の霧

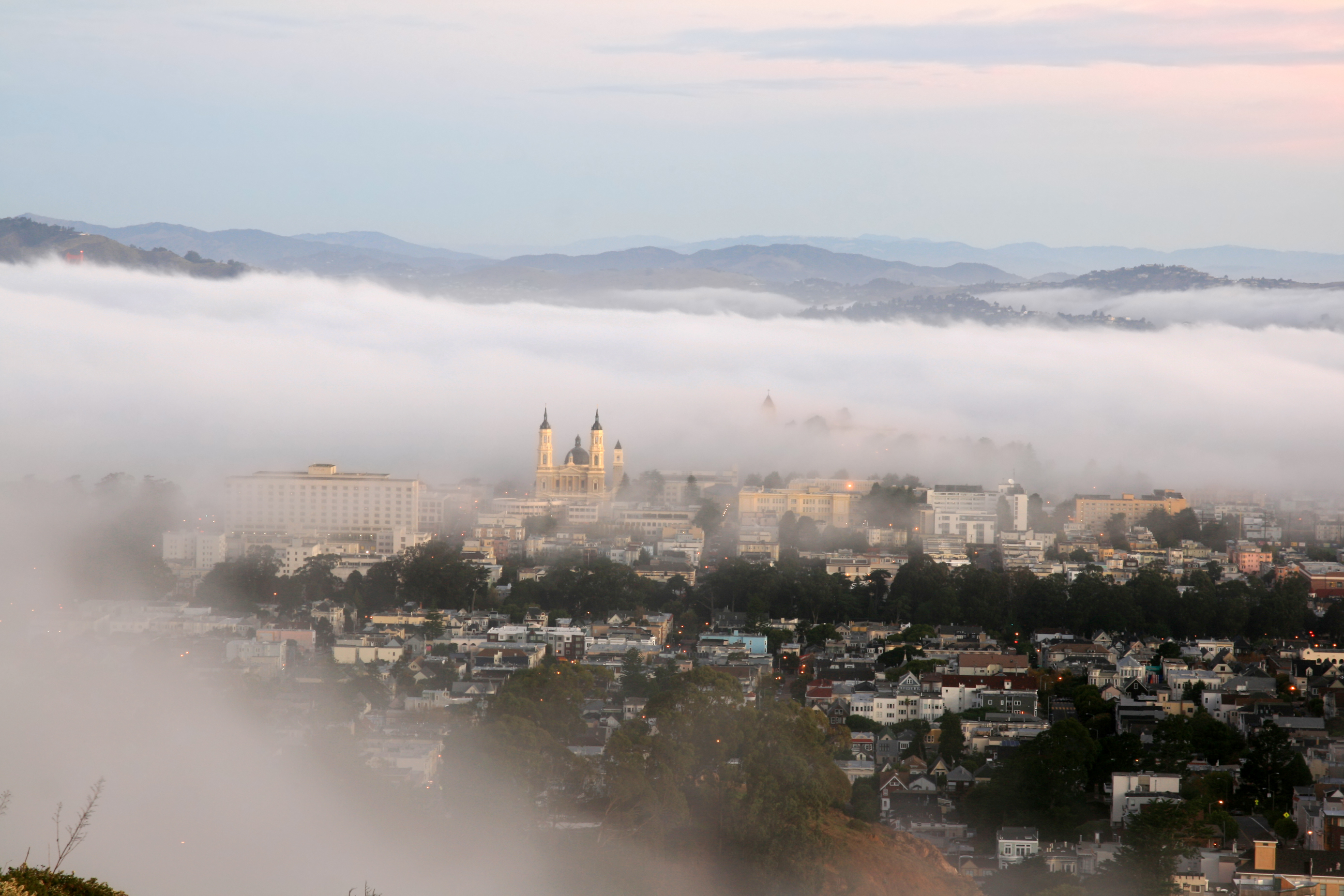
高台から俯瞰したサンフランシスコの霧

- 釧路市 - 日本を代表する「霧の都」霧の影響で夏日が年平均5.5日。年間の発生回数は100日を越える。5月から8月が特に多い。避暑地として有名。
- 函館市 - 函館山山頂で初夏のころ見られる、幻想的な「霧夜景」は知る人ぞ知る見所。
- 仙台市（仙台平野） - 年間平均20〜30回観測されており、政令指定都市の中では発生回数が極端に多い。仙台の気候を参照。
- 成田市 - 発生年間平均日数は、羽田空港の10日以下に対し、成田空港は50日を超えると言われる。
- 箱根町
- 飯田市 - 霧の街で有名であり、晩秋から初冬、盆地特有の朝晩の厳しい冷込みと天竜川の川霧は名物の干し柿をゆっくりと干し上がることに一役買っているという。
- 佐久市
- 軽井沢町 - 霧の軽井沢ともいわれ、年間100日は発生する。
- 亀岡市（亀岡盆地） - 晩秋から早春にかけて年間30〜40日程度。霧の都と呼ばれる。
- 豊岡市（豊岡盆地） - 秋から冬にかけて発生しやすい。年間60日前後発生する。
- 朝来市 - 9月から11月（特に晩秋）くらいが発生しやすい。竹田城跡の雲海は「天空の城」と評される。
- 京丹波町 - 深夜や早朝に丹波霧とも呼ばれる低く濃い霧が発生する。
- 丹波市 - 丹波霧とも呼ばれる低く濃い霧が発生する
- 丹波篠山市 - 丹波霧とも呼ばれる低く濃い霧が発生する
- 佐用町 - 晩秋から冬にかけての早朝に町全体をおおう「佐用の朝霧」と呼ばれる霧が発生する。
- 高梁市 - 晩秋から冬にかけて雲海がしばしば見られ、吉備高原の山々が、「無数の小島のよう」と評される。
- 三次市 - 秋から早春にかけて霧の海と呼ばれる雲海が展望台から望める。
- 大洲市 - 初冬の朝に発生する「肱川あらし」が有名。
- 由布市（由布院盆地） - 秋から冬に見られる朝霧は、温泉を含有する湖の水がもとだと言われ、温泉街をすっぽり包む。
- 日田市（日田盆地） - 秋から春にかけて三隈川に沿って底霧と呼ばれる霧が発生する。
- 薩摩川内市（川内平野） - 冬の晴れた朝に川内川を沿って海に流れ出す「川内川あらし」が有名。
- 人吉市（人吉盆地） - 12月〜2月の晴れた日はほぼ100 %濃霧が発生する。
- サンフランシスコ - 6月から9月くらいが発生しやすい。朝方の僅かな時間、大地を覆う霧がうねり出す時があり「霧の波」ともいわれる。影響でサンフランシスコ空港のダイヤは頻繁に乱れることとなる。
- ロンドン - 「霧の都」と呼ばれる。原因は「ロンドンスモッグ」と呼ばれる石炭の煤や排気ガスであり、昨今は大気汚染も収まり殆ど発生しないとも。
- 蘇州市 - 「霧の蘇州」といわれている中国緑茶の名産地。亀岡市と友好交流都市を提携している。

### 都市化と霧日数の減少
都市化の進行はその都市の湿度の低下、すなわち乾燥化を招くことが知られているが、乾燥化によって霧の発生日数も減少する例が多数ある。東京、大阪など多くの都市で20世紀中盤から21世紀にかけて減少傾向が確認されている。また大気汚染の影響もあり、大気汚染物質の微粒子が地表付近の凝結核となって生成に寄与すると考えられている。大阪や京都では終戦後数年間は発生日数が減少し、その後再び増加に転じているが、これは戦時中の空襲により工場等が被害を受け大気汚染が緩和、復興によって再び大気汚染が悪化したことが原因とする見方もある。なお、大都市の中でも仙台では減少がほとんど見られないが、これは仙台のものは主に厚い移流霧であることが1つの原因と考えられている。

## 人工霧
スプレーノズルを用いて発生させた、水粒およそ数マイクロメートルから数十マイクロメートル程度の人工霧により、冷却・冷房・液体散布・加湿などを行う（ミスト散布）ほか、超音波を液体に照射することでも発生させることができ、加湿（ネブライザー・加湿器などに利用）・消臭や、液体の分離・濃縮（超音波霧化分離）などに利用される。

## 関連事象・作品

### 文学上の区分（霞と霧）
気象学上の用語ではないが、春に起こる霧状の現象（特に山腹などの遠景に淡く掛かっているもの）は一般に「霞」と呼ばれ、「霧」は主として秋に用いる使い分けがされている。季語では霞が春、霧が秋と分類されている。

霧を描いた絵画作品の例
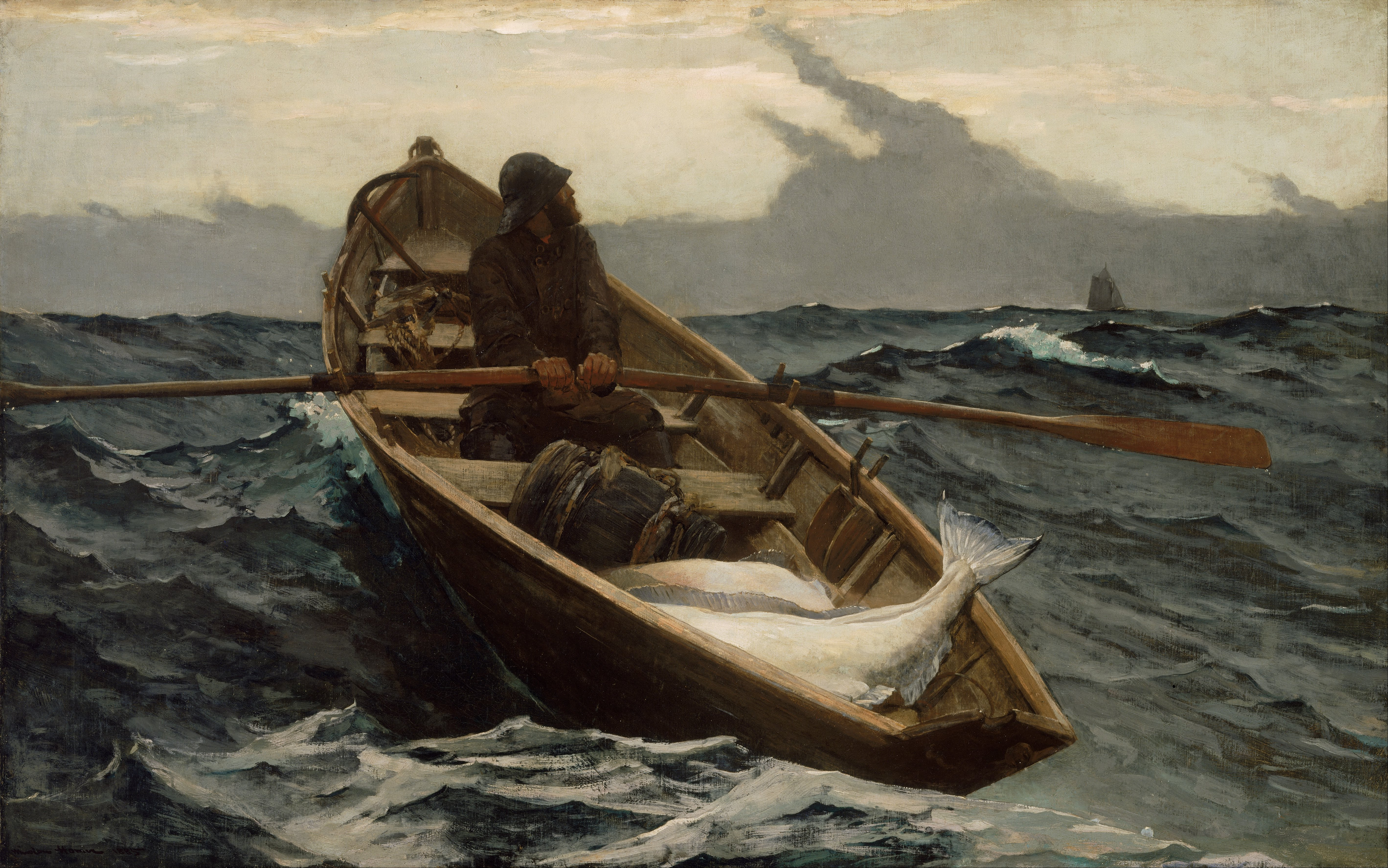
『濃霧警報』(The Fog Warning)
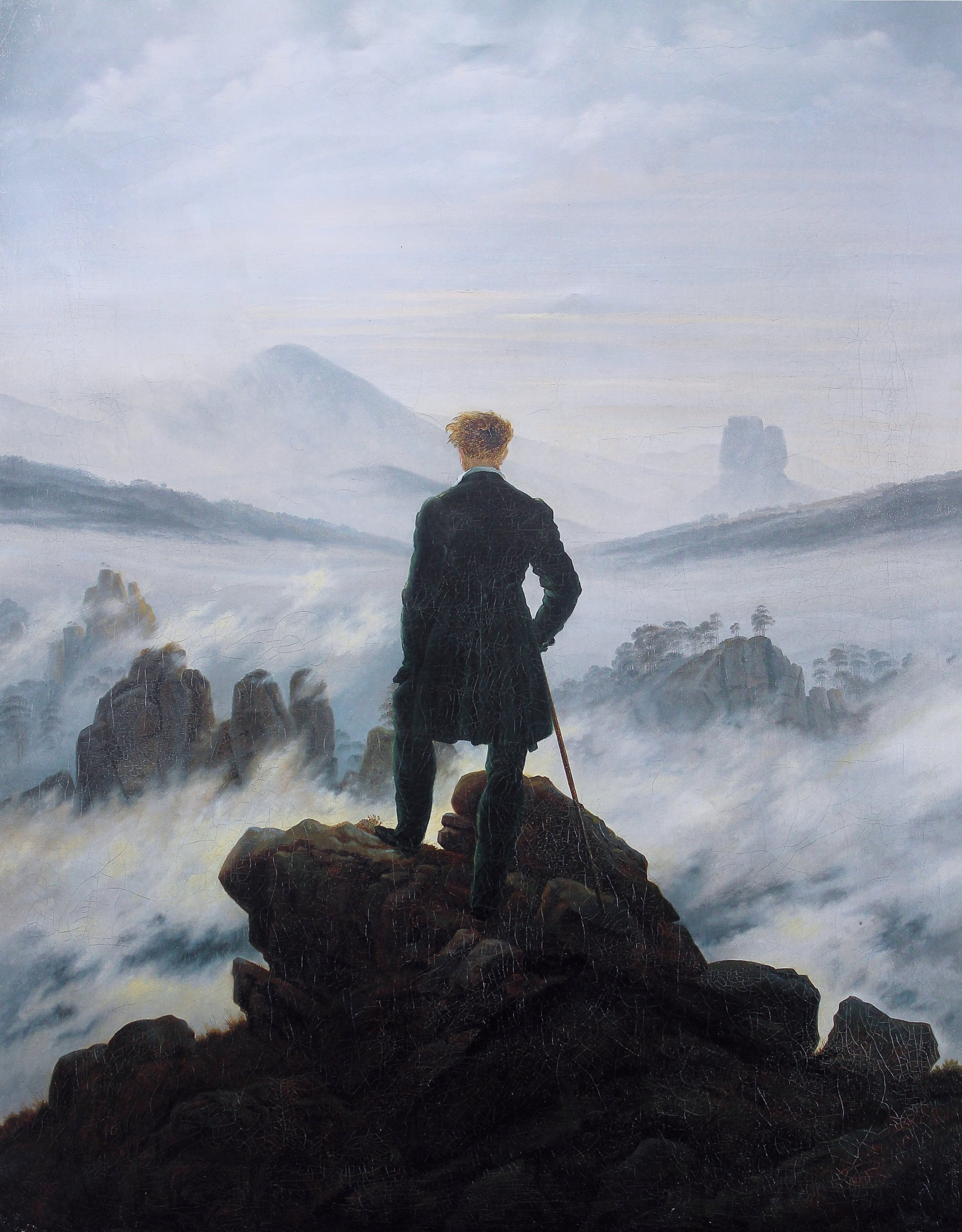
『雲海の上の旅人』
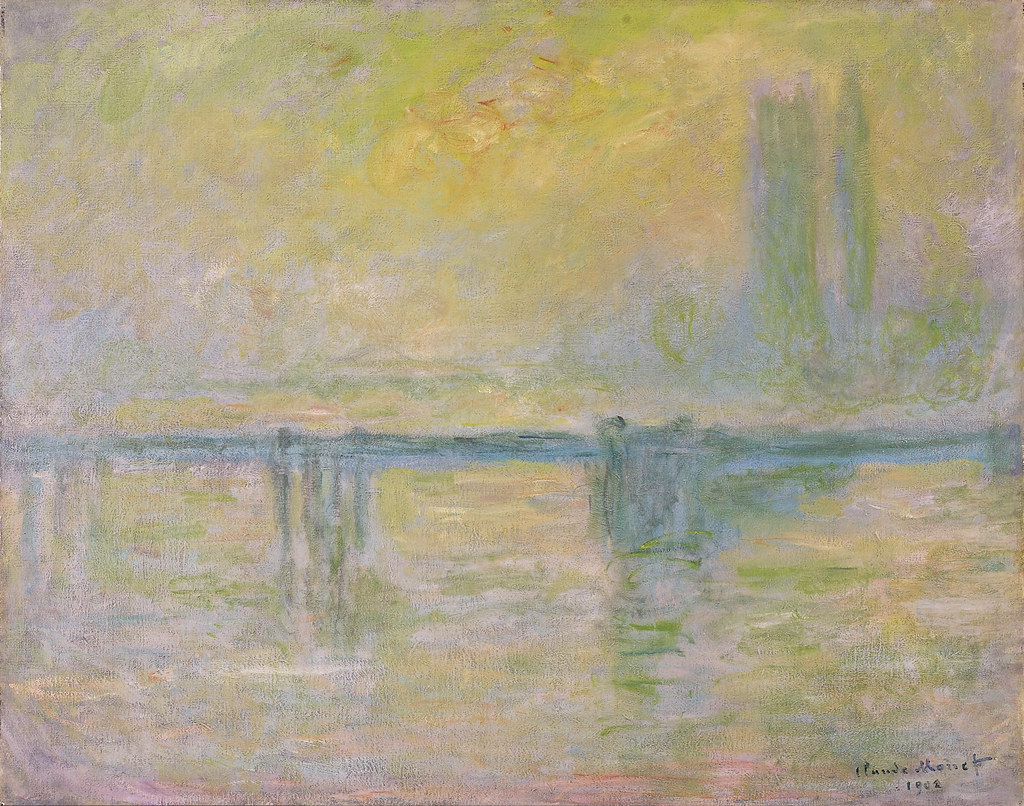
『チャリング・クロス橋、靄の中』
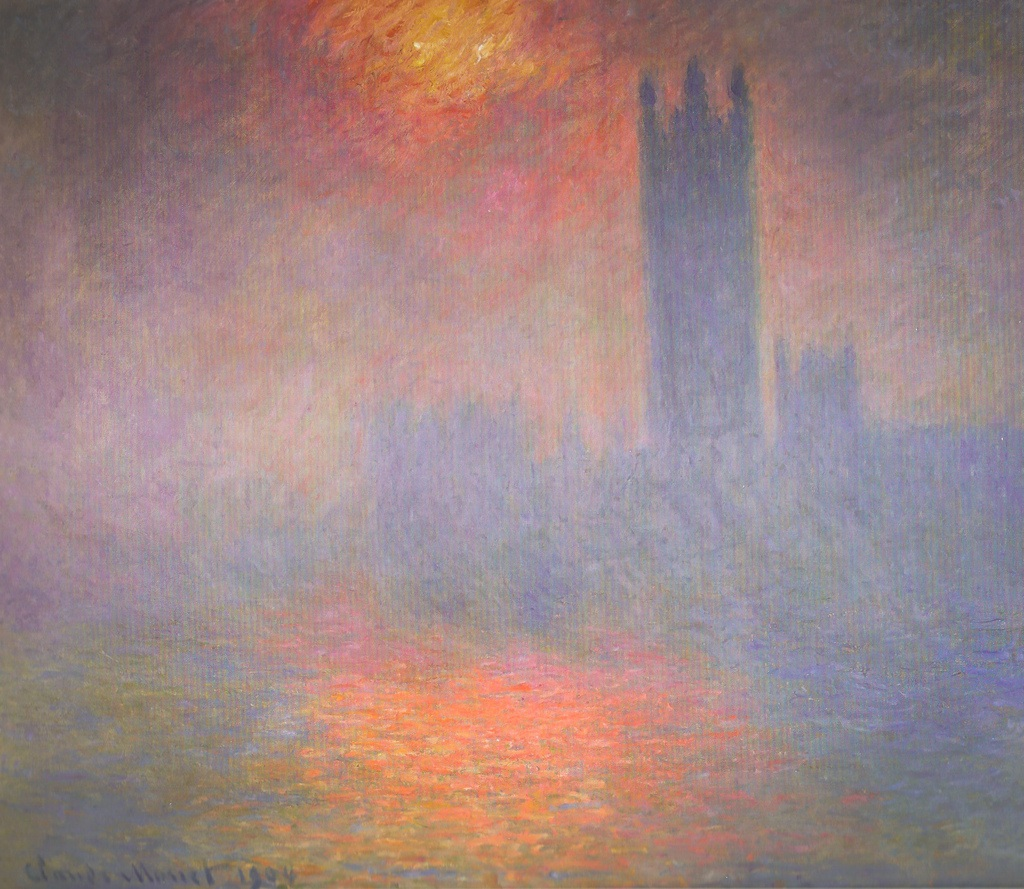
『ロンドン、国会議事堂：霧に透けて見える太陽』(London, the Houses of Parliament, Sunlight Opening in Fog)